# 柳井港
柳井港（やないこう）は、山口県柳井市柳井にある地方港湾。港湾管理者は山口県。港則法による特定港に指定されている。

## 概要

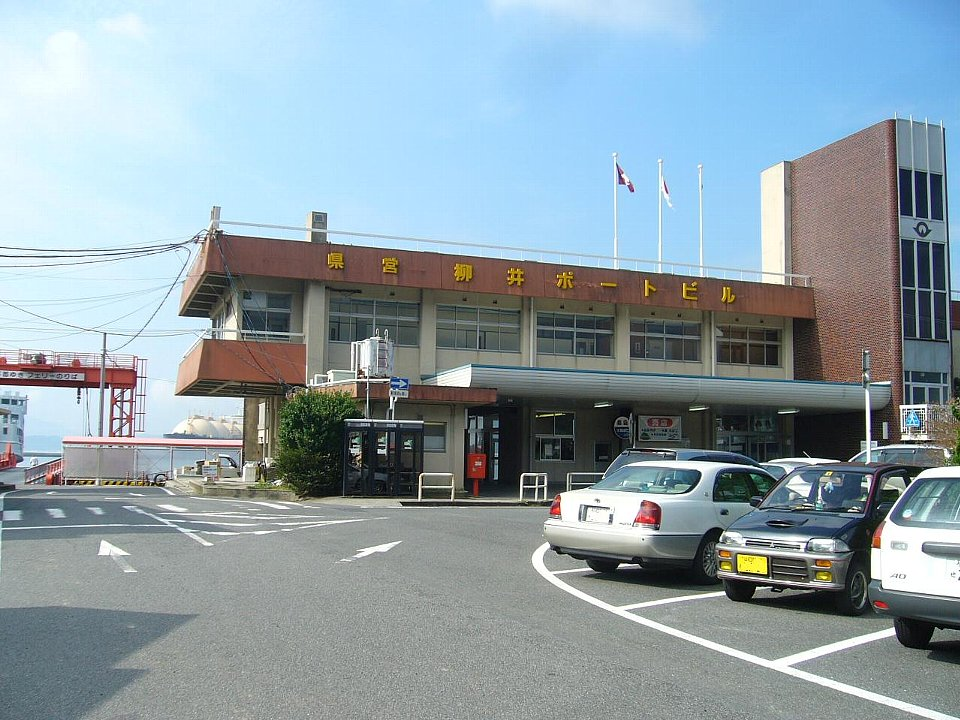
2015年まで使用されていた旧ポートビル

昭和初期から航路が発着し、近接して柳井港駅（山陽本線）が設けられた。
1965年（昭和40年）に防予汽船（現・防予フェリー）による柳井港 - 松山港航路の開設以来、山口県東部の海の玄関口として整備されている。また、隣接して中国電力柳井発電所が建設され、燃料の搬入などにも使用されている。
2015年（平成27年）3月26日に柳井のまち並みのイメージである「白い漆喰壁、黒い杉腰板、瓦葺き」をデザインに反映した鉄筋コンクリート平屋建の新ポートビルが竣工した。売店などがあった旧ビルの老朽化のため、総事業費約3億1500万円をかけて新築された。

## 航路
- 柳井港 - 伊保田港（周防大島町） - 三津浜港（愛媛県松山市）：防予フェリー・周防大島 松山フェリー（オレンジライン）
  - 両社で共同運航。土日を除いて24時間運航を行っている（繁忙期は土日も終夜運航）。
  - 伊保田港経由は周防大島松山フェリー便のみ。また、伊保田港 - 三津浜港間は国道437号の海上区間。
- 柳井港 - 平郡島（柳井市）：平郡航路
- 柳井港 - 祝島（上関町）：上関航運有限会社が運航。
過去、太陽運輸が運航を行っていた。

### 過去
- 小松開作港（周防大島町）との間に航路があった。